# ヤマフジ
ヤマフジ（山藤、学名: Wisteria brachybotrys）は、マメ科フジ属のつる性落葉木本。別名、フジ（藤）、ノフジ（野藤）ともいう。

## 特徴
落葉藤本。つる性の植物で、他の木に巻きついて大きく成長する。蔓は上から見ると左回り（左巻き）で、フジ（ノダフジ）とは逆である。葉は奇数羽状複葉で、小葉が4 - 6対つく。小葉は長さ4 - 6センチメートルの卵状長楕円形。
花期は4 - 5月。花は淡紫色で、花序はフジ（ノダフジ）に比較して短いが花色は濃く、やや大きい。花序は長さ10 - 20センチメートル、花は20 - 30ミリメートルの蝶形花。果期は9 - 10月。果実は豆果で、長さ15 - 20センチメートルになる。
花色が白い品種にシロバナヤマフジ（白花山藤）、園芸品種にムラサキカピタン（紫花美短）、シロカピタン（白花美短）がある。

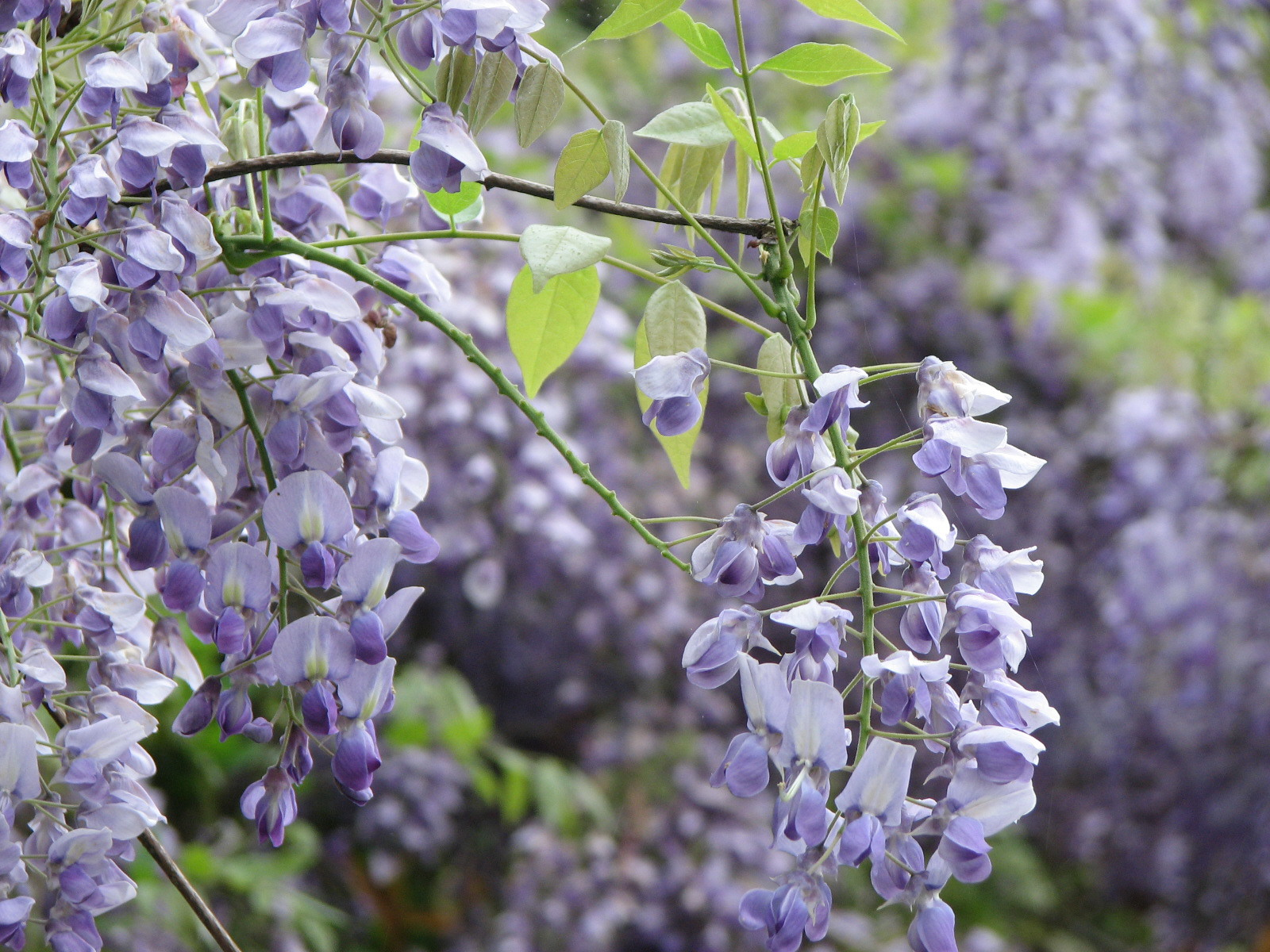
花

なお、フジの野生品、あるいは山にあるフジ、ということでフジのことをヤマフジという事例があり、ネット上ではそのような誤用が結構見られるので注意を要する。

## 分布・生育地
日本固有種で、本州中部地方以西・四国・九州（暖帯）の山野に自生する。観賞用に庭などにも植えられる。

## 利用
観賞用に栽培されることがある。